# Franco Montemurro
Franco Montemurro, all'anagrafe Francesco Montemurro (Napoli, 1º novembre 1920 – Roma, 1992), è stato un regista italiano.

## Biografia
Franco Montemurro ha iniziato a lavorare come assistente redattore; nel 1951 iniziò una lunga attività come aiuto regista. Nel 1962 realizza i suoi primi film di genere avventura, firmandosi talvolta con lo pseudonimo Jean Monty.

## Filmografia
- Odio mortale (1962)
- La battaglia dei Mods (1966)
- Un corpo caldo per l'inferno (1969)
- Zorro alla corte d'Inghilterra (1969)
- Zorro marchese di Navarra (1969)